# 格魯吉亞—荷蘭關係
喬治亞－荷蘭關係是喬治亞和荷蘭之間的雙邊和外交關係。兩國於1992年4月22日建立外交關係。喬治亞在海牙設有大使館 ，荷蘭則在提比里西設有大使館。荷蘭是歐盟成員國，喬治亞於2022年申請加入。兩國均為歐洲委員會的正式成員。